# 藤本颯太
藤本 颯太（ふじもと そうた、2000年11月26日 - ）は、兵庫県出身のプロ野球選手（投手）。右投右打。

## 経歴
芦屋学園高校時代には軟式野球部に所属しており、3年春には県大会で優勝を経験した。
高校卒業後は流通科学大学に進学。前述の実績から、阪神大学野球連盟の2部西に所属していた硬式野球部に入部した。同部はコーチが学生のみで、技術的な指導を受ける機会に恵まれないながらも、2年からはエース級の活躍を見せる。2年秋の秋季リーグでは全試合に登板し、完投勝利を2回記録した。プレーオフでも10回を投げ4失点と試合を作ったが敗北した。その後イップスを発症したことで、4年春に同部を退部し、野球を一度引退した。
退部後の4年次は、「楽しくやろう」と外野手として社会人クラブチームのKC西宮（現：KC兵庫）に入り、野球を再開する。そこでのプレーで徐々に感覚が戻り、投手として登板した試合もある。

### KDL・淡路島時代
大学を卒業した2023年4月に、関西独立リーグに加盟したばかりであった淡路島ウォリアーズに入団した。投手に再挑戦すると、監督の赤堀元之からの技術的な指導もあり、8月までに球速が145km/hから150km/hまで上昇した。シーズンでは26試合（先発8試合）に登板して、2勝6敗2セーブ、防御率4.09の成績を残した。10月4日に自由契約となる。

### くふうハヤテ時代
同年をもって赤堀が淡路島の監督を退任し、2024年シーズンから日本野球機構のウエスタン・リーグに新規参入する静岡の新球団・くふうハヤテベンチャーズ静岡の監督に就任。赤堀から同球団のトライアウトの誘いを受け、2023年11月に同トライアウトを受験。12月7日、同球団への入団が発表された。背番号は20。
くふうハヤテでは開幕から救援投手として起用される。打ち込まれる試合も多いながら、ビハインドの場面で登板した4月19日の阪神戦では、1回を無失点に抑えた裏でチームが逆転で、チーム初となるサヨナラ勝利したため、藤本に勝ち星が付いた。最終的にチーム2位の40試合に登板し、2勝4敗、防御率6.12の成績だった。10月31日、契約満了による退団が発表された。

### BCL・山梨時代
2024年11月25日、ベースボール・チャレンジ・リーグ（ルートインBCリーグ）の山梨ファイアーウィンズが藤本の入団を発表した。しかし開幕後の6月6日に自由契約で退団したことが発表された。

## 選手としての特徴
最高球速は150km/hで、球種は直球とスライダーのみ。

## 詳細情報

### 独立リーグでの年度別投手成績
※出典は一球速報.com。
| 年 度     | 球 団     | 登 板 | 先 発 | 完 投 | 完 封 | 無 四 球 | 勝 利 | 敗 戦 | セ 丨 ブ | ホ 丨 ル ド | 勝 率 | 打 者 | 投 球 回 | 被 安 打 | 被 本 塁 打 | 与 四 球 | 敬 遠 | 与 死 球 | 奪 三 振 | 暴 投 | ボ 丨 ク | 失 点 | 自 責 点 | 防 御 率 | W H I P |
| --------- | --------- | ----- | ----- | ----- | ----- | -------- | ----- | ----- | -------- | ----------- | ----- | ----- | -------- | -------- | ----------- | -------- | ----- | -------- | -------- | ----- | -------- | ----- | -------- | -------- | ------- |
| 2023      | 淡路島    | 26    | 8     | 0     | 0     | 0        | 2     | 6     | 2        | 1           | .250  | 324   | 66.0     | 51       | 2           | 75       | -     | 6        | 51       | 8     | 0        | 46    | 30       | 4.09     | 1.91    |
| 通算：1年 | 通算：1年 | 26    | 8     | 0     | 0     | 0        | 2     | 6     | 2        | 1           | .250  | 324   | 66.0     | 51       | 2           | 75       | -     | 6        | 51       | 8     | 0        | 46    | 30       | 4.09     | 1.91    |

### 背番号
- 22 （2023年）
- 20 （2024年）
- 19 （2025年）